# Кегни Лин Картер
Кегни Лин Картер (енгл. Kagney Linn Karter; Округ Харис, 28. март 1987 — Округ Кајахога, 15. фебруар 2024) била је америчка порнографска глумица.

## Каријера
Кегни је каријеру снимања порнографских филмова започела 2008. године за порнографску продуцентску кућу Naughty America.
Била је изабрана за љубимицу Пентхауса за месец јун 2009. године. Фотографисана је за часопис Хустлер у априлу 2009. године потом и за друге часописе за одрасле. За себе је говорила да је бисексуалка.

## Награде
| Година | Награда | Категорија              |
| ------ | ------- | ----------------------- |
| 2010.  | AVN     | Best New Starlet        |
| 2010.  | AVN     | Best POV Sex Scene      |
| 2010.  | XBIZ    | New Starlet of the Year |
| 2010.  | XRCO    | New Starlet             |
| 2012.  | Urban X | Best Anal Sex Scene     |

## Филмографија
- Young Girls With Big Tits 7 (2006)
- Big Titty Moms 3 (2008)
- Naughty College School Girls 52 (2008)
- She's Got Big Boobs 1 (2008)
- 1 On 1 4 (2009)
- 2 Chicks Same Time 6 (2009)
- AJ Bailey Experiment (2009)
- All About Me 4 (2009)
- Anytime Anywhere (2009)
- Ass Trap 3 (2009)
- Asstounding 1 (2009)
- Baby Got Boobs 1 (2009)
- Bad News Bitches 4 (2009)
- Big Butt Oil Orgy 1 (2009)
- Big Tits at School 5 (2009)
- Big Tits at Work 8 (2009)
- Big Wet Tits 8 (2009)
- Binding Miss Thomas (2009)
- Blonde Bombs (2009)
- Bondage Exploits of Businesswomen (2009)
- Busty Beauties: The A List 1 (2009)
- Busty Cops On Patrol  (2009)
- Chain Gang 2 (2009)
- Confessions of a Cheating Housewife (2009)
- Cum Stained Casting Couch 13 (2009)
- Curvy Girls 4 (2009)
- Dancing with Pornstars (2009)
- Deviance 1 (2009)
- Do Me Right 3 (2009)
- Doll House 6 (2009)
- Double Decker Sandwich 13 (2009)
- Flying Solo 2 (2009)
- Fuck a Fan 5 (2009)
- Girls Will Be Girls 5 (2009)
- Hot Chicks Perfect Tits 2 (2009)
- Hot n Sexy (2009)
- I Love Pretty Pussies (2009)
- I Wanna B A Porn Star 1 (2009)
- Interactive Sex with Alexis Texas (2009)
- Just Tease 1 (2009)
- Masturbation Nation 5 (2009)
- Meet The Fuckers 10 (2009)
- Most Likely To Suck Seed (2009)
- Mother-Daughter Exchange Club 9 (2009)
- My Wife's Hot Friend 4 (2009)
- Naughty America: 4 Her 5 (2009)
- Naughty Athletics 8 (2009)
- Naughty Office 16 (2009)
- New Girls in Bare Skinned Bondage (2009)
- No Swallowing Allowed 16 (2009)
- Not Married With Children XXX 1 (2009)
- OMG Stop Tickling Me (2009)
- Point Of View Times Two (2009)
- Porn Fidelity 19 (2009)
- Pornstar Workout 2 (2009)
- Pound The Round POV 1 (2009)
- POV Centerfolds 8 (2009)
- Push 2 Play (2009)
- Rack-Tastic (2009)
- Ready Wet Go 6 (2009)
- Restrained Heroines Need Help (2009)
- Rocco Ravishes L.A. (2009)
- Scarlet Manor (2009)
- Secret Diary of a Secretary (2009)
- Self Service 1 (2009)
- Sideline Sluts: Cheerleader Confessions (2009)
- Sinful (2009)
- Slut Puppies 3 (2009)
- Sorry Daddy, Whitezilla Broke My Little Pussy 3 (2009)
- Stripped, Tied and Tickled (2009)
- Superhero Sex Therapist (2009)
- Suze Randall's XXX Top Models: Nikki Jayne (2009)
- Sweet Cream Pies 6 (2009)
- Swimsuit Calendar Girls 2 (2009)
- Swing Time (2009)
- This Ain't Hell's Kitchen XXX (2009)
- This Ain't Intervention XXX (2009)
- Tits Ahoy 9 (2009)
- Titty Sweat 1 (2009)
- TMSleaze (2009)
- Unseasoned Players 1 (2009)
- War on a Rack (2009)
- Watermelons 1 (2009)
- We Live Together.com 11 (2009)
- Wives' Secret Fantasies (2009)
- WKRP In Cincinnati: A XXX Parody (2009)
- Wrapped Up and Punished (2009)
- Wraptilicious (2009)
- Writer's Bullpen (2009)
- Accommodations (2010)
- Bad Girls 4 (2010)
- Big Tit Christmas 1 (2010)
- Big Tit Cream Pie 7 (2010)
- Big Tits at School 8 (2010)
- Big Wet Tits 9 (2010)
- Blowjob Winner 4 (2010)
- Bombshells 1 (2010)
- Chestnuts (2010)
- Condemned (2010)
- Courtney's Fantasies (2010)
- Dangerous Diva's Bound and Gagged Nudes (2010)
- Deal Closers (2010)
- Delinquents (2010)
- Downtown Girls 2 (2010)
- Evil Elegance (2010)
- Fluffers 7 (2010)
- Handjob Winner 7 (2010)
- Hostile Holiday Hostages (2010)
- Humper To Bumpher 1 (2010)
- I Have a Wife 9 (2010)
- Internal Injections 7 (2010)
- Intimate Touch 3 (2010)
- King Dong 4 (2010)
- Lies (2010)
- Malice in Lalaland (2010)
- Members Only 1 (2010)
- Mother-Daughter Exchange Club 12 (2010)
- Not Married With Children XXX 2 (2010)
- Not The Bradys XXX: Bradys Meet The Partridge Family (2010)
- Office Perverts 3 (2010)
- Official Bounty Hunter Parody 1 (2010)
- Official Friday The 13th Parody (2010)
- Official Jersey Shore Parody (2010)
- Official Psycho Parody (2010)
- Official Wife Swap Parody (2010)
- Performers of the Year 2010 (2010)
- Peter North's POV 25 (2010)
- Pornstars Like It Big 9 (2010)
- Pound the Round POV 4 (2010)
- Rack It Up 5 (2010)
- Rocco's Power Slave 1 (2010)
- Sanatorium (2010)
- Savanna's Anal Gangbang (2010)
- Slut Worthy (2010)
- Smart Asses (2010)
- Southern Belles (2010)
- Strict Machine (2010)
- Teachers with Tits (2010)
- This Ain't Star Trek XXX 2: The Butterfly Effect  (2010)
- This Butt's 4 U 6 (2010)
- Threesomes (2010)
- Tits To Die For 1 (2010)
- Top Shelf 2 (2010)
- Trophy Wives (2010)
- Twisty Treats 2 (2010)
- Twistys Hard 1 (2010)
- Udderly Fantastic (2010)
- Vajazzled (2010)
- What Went Wrong (2010)
- 3's Company (2011)
- All About Kagney Linn Karter (2011)
- American Cocksucking Sluts 1 (2011)
- Beverly Hillbillies XXX: A XXX Parody (2011)
- Big Boob Addicts (2011)
- Big Breast Nurses 7 (2011)
- Big Wet Asses 19 (2011)
- Blondes (2011)
- Breast in Class 2: Counterfeit Racks (2011)
- Brides Maids XXX (2011)
- Cock to Remember (2011)
- Cover Girls (2011)
- Dirty Blondes (2011)
- Divorcee 2: This Ain't the People's Court (2011)
- Dreamgirlz 3 (2011)
- Enormous Titties (2011)
- Facesitters in Heat 24 (2011)
- Facesitters in Heat 28 (2011)
- Facesitters in Heat 30 (2011)
- Gape Lovers 7 (2011)
- Graduate XXX (2011)
- Grand Theft Auto: XXX Parody (2011)
- Huge Boobs (2011)
- I Have a Wife 15 (2011)
- Inside Job (2011)
- Intimate Things (2011)
- Kagney Linn Karter is Relentless (2011)
- Katwoman XXX (2011)
- Man vs. Pussy (2011)
- Massive Facials 4 (2011)
- Monster Curves 16 (2011)
- Mork And Mindy: A XXX Porn Parody (2011)
- Nacho Invades America 1 (2011)
- Natural (2011)
- North Pole 85 (2011)
- Office Perverts 7 (2011)
- Official Hogan Knows Best Parody (2011)
- Official Howard Stern Show Parody (2011)
- Official the Silence of the Lambs Parody (2011)
- Performers of the Year 2012 (2011)
- Pornstars Like It Big 12 (2011)
- Real Workout 4 (2011)
- Stoya: Web Whore (2011)
- Stripper Grams (2011)
- Sweet Stockinged Beauties (2011)
- Teachers Pet (2011)
- Too Good to Be True 1 (2011)
- U.S. Sluts 1 (2011)
- U.S. Sluts 2 (2011)
- Wicked Digital Magazine 4 (2011)
- 25 Sexiest Boobs Ever (2012)
- All American Girls (2012)
- American Cocksucking Sluts 2 (2012)
- Anal Bombshells (2012)
- Asses of Face Destruction 11 (2012)
- Baby Got Boobs 9 (2012)
- Best of Facesitting POV 15 (2012)
- Big Tits at School 15 (2012)
- Big Tits at Work 16 (2012)
- Big Tits in Uniform 6 (2012)
- Birds of Prey XXX: A Sinister Comixxx Parody (2012)
- Black Owned 4 (2012)
- Brother Load 3 (2012)
- Cola (2012)
- Cuckold Sessions 12 (2012)
- Day With A Pornstar 2 (2012)
- Dorm Invasion (2012)
- Face Wash (2012)
- Fuck a Fan 17 (2012)
- Gangbanged 3 (2012)
- Godfather: A Dreamzone Parody (2012)
- Gringas And Latinas (2012)
- High Class Ass 1 (2012)
- Home Toys (2012)
- I Have a Wife 17 (2012)
- Initiation of Anissa Kate (2012)
- Internal Investigation (2012)
- Interracial Internal 1 (2012)
- Just Tease 3 (2012)
- Lesbian Romance (2012)
- Mad About Blondes 2 (2012)
- Mandingo Massacre 4 (2012)
- My Friend's Hot Girl 2: Hot Blonde Edition (2012)
- Oil Overload 6 (2012)
- One Night in the Valley (2012)
- Orgasm (2012)
- Pornstars Like It Big 15 (2012)
- Prince The Penetrator (2012)
- Race Relations 6 (2012)
- Spin Suck and Fuck 1 (2012)
- Superman vs. Spider-Man XXX: An Axel Braun Parody (2012)
- Superporn 2 (2012)
- Tomb Raider XXX (2012)
- Tonight's Girlfriend 2 (2012)
- Totally Stacked 4 (2012)
- Toying With Your Emotions (2012)
- Twisted Solos (2012)
- When Blacks Attack 3 (2012)
- Wild Side (2012)
- Anal Academy 2 (2013)
- Anal Dream Team (2013)
- Best of No Swallowing Allowed 2 (2013)
- Big Wet Butts 10 (2013)
- Brazzers Fan's Choice 200th DVD (2013)
- Co-Ed Sluts Need Cock (2013)
- Don't Be Greedy (2013)
- Hardcore Foot Sex: Yummy Feet (2013)
- James Deen Bangs 'Em All (2013)
- Melina and Kagney's Perfect Tits (2013)
- Panty Pops 8 (2013)
- Titty Creampies 5 (2013)
- Tonight's Girlfriend 18 (2013)